# Kayu Manis (Selupu Rejang)
Kayu Manis is een bestuurslaag in het regentschap Rejang Lebong van de provincie Bengkulu, Indonesië. Kayu Manis telt 876 inwoners (volkstelling 2010).